# 魂斗羅シリーズ
魂斗羅シリーズ（コントラシリーズ、Contra、欧州版:Gryzor）は、1987年にコナミがアーケード用に発売した、縦画面のアクションシューティングゲーム『魂斗羅』を初作とする一連の作品。

## 概要
魂斗羅とは熱い斗魂とゲリラ戦術の素質を先天的に併せ持つ最強の闘士の呼称である。
ゲームとしては基本的に以下の特徴がある。
多彩なスクロール
縦・横・3Dなど面によってスクロール形式が大きく異なりそれぞれに応じたボスキャラクターが登場する。縦スクロールは初代には無く、『スーパー魂斗羅』及びゲームボーイ版『コントラ』にある。『魂斗羅スピリッツ』にもトップビューはあるが、全方位任意スクロールである。3Dスクロールは初代と『デュアルスピリッツ』にある。
2人プレイ
2人同時プレイが可能となっており、「ビル・ライザー」と「ランス・ビーン」を操作する作品が多い。漫然とした操作では単独プレイよりも難しくなる。
破天荒な演出やシュールな設定
巨大な兵器やエイリアン相手に生身の人間が戦いを挑むという破天荒な展開が特徴。火の海が舞台になったり、ミサイルにぶら下がって移動したりと、破天荒な展開や演出がある。また、シリアスな世界観とは裏腹に一部敵キャラの名称が冗談じみている。

### 海外展開
北米版向けバージョンはそのまま“Contra”もしくは“C”のタイトルで発売されており変更点はほとんど無い。日本以上に人気を博し日本未発売のシリーズ作品も多い。
欧州およびオセアニア向けバージョンは“Probotector”のタイトルで発売。暴力表現の問題（当時の欧州では人間キャラが殺人をする描写のゲームの発売は禁じられていた）からか人間キャラは全てロボットに変更されている。この変更措置は『魂斗羅ザ・ハードコア』まで続けられた。『デュアルスピリッツ』や『ReBirth』などではロボキャラが隠しキャラとして使用できる。

## 登場人物
複数のシリーズで登場する人物。
ビル・ライザー (Bill Rizer)
声：小山力也（魂斗羅3D）
外伝的作品『ザ・ハードコア』、『Hard Corps: Uprising』、『ローグ コープス』、日本未発売のシリーズを除いた全ての作品でプレイヤーキャラクターを務める主人公。筋骨隆々の屈強な漢。初期の作品では『コマンドー』のアーノルド・シュワルツェネッガー（ジョン・メイトリックス 役）がモデルである。ただし、『真魂斗羅』以降は時代のあまり似せなくなった。
作品によっては自分がビルである事すらわからなかったり（『ReBirth』）、オリジナルのビルから作られたクローンである事が判明したり（『ネオ』）する。
『スピリッツ』および『真』では空を飛ぶミサイルに長時間掴まりながら敵を撃ち落し、『ネオ』ではヘリコプターのローターの上を走って乗り続ける等の人間離れした芸当を容易くこなす程の驚異的な身体能力を持つ（作品のディレクター曰く体内のナノマシンによるものらしい）。
ランス・ビーン (Lance Bean)
声：井上和彦（魂斗羅3D）
『スピリッツ』までは、連続して2Pプレイヤーとして登場したビルの戦友。初期作品では『ランボー』のシルヴェスター・スタローン（ジョン・ランボー 役）がモデルであるが、ビル同様『真魂斗羅』ではあまり似せていない。
ビルとほぼ同等の戦闘能力を持つが、『真魂斗羅』ではボス敵として登場。超能力を扱うようになる。
『魂斗羅ReBirth』では敵に占領された惑星に女装して潜伏する。
ルシア (Lucia)
『真魂斗羅』の2Pプレイヤーとして登場した女性型戦闘用サイボーグ。通称「人造人間LCR」。
『ネオコントラ』ではNEO CONTRA四人衆の一人「フェロモンCONTRA」として登場。ステージ3のボスとして立ちはだかる。遠隔操作で機械を操る能力を持つ。
『オペレーション ガルガ』では生身の人間として設定が変更されている。
柳生・ジャグワァ・玄兵衛(Yagyu Jaguar Genbei)
『ネオコントラ』の2Pプレイヤーとして登場した黒人の侍ソルジャー。
鎖国惑星OH!エドから派遣された仁義高き刀の使い手。
『魂斗羅ReBirth』の2PプレイヤーにYAGYUというキャラクターが登場するが、容姿が全く異なるため柳生・ジャグワァ・玄兵衛ではなく別人。

## 武器アイテム
特徴に武器アイテムの多彩さもある。
ライフル (Rifle)
『魂斗羅』における基本武器。ある程度の連射が効く普通のライフル。作品によってセミオートの場合と、最初からフルオートの場合がある。
リアガン (Rear Gun)
前後に同時に弾を発射する事が出来る。左右から敵が出て来る時に便利。MSX2版『魂斗羅』でのみ使用可能。
マシンガン (Machine Gun)
フルオートで弾を撒き散らす強力な武器。ゲームボーイ（以下GB）版『コントラ』からはノーマルガンと性能が統一されている。
スプレッドガン (Spread Gun)
集弾性が良く、狙った場所には多めに弾が飛ぶショットガン。5方向に広がるため、敵が多い時に活躍する。汎用性が高く、初心者向けの武器なのだが、『スピリッツ』以降は一度発射した弾がすべて画面から消えない限り次弾が発射できないため、弾切れに悩まされる。
ファイアガン (Fire Gun)
初代では回転しながら飛ぶ炎の弾を4連続で撃ち込む。あまり活躍の場が見出せない武器でもある。
『ネオ』でもクラシックファイアボールという名称で初代に近い性能のものが使用可能。『スピリッツ』以降は火炎放射器のような性能になる。『真』と『ネオ』のファイアーウィップはこちらに近い。また、GB版『コントラ』では『スーパー』のボムと同一の性能。
レーザーライフル (Laser Rifle)
貫通するレーザーを一発ずつ撃ち出す銃。3Dスクロールのオブジェクトを一瞬で破壊でき、多人数の敵を一瞬で排除できるため使い方次第ではかなりの威力を発揮する。だがややスキが大きく、弾が飛んでいる途中に撃とうとすると一発目の弾がキャンセルされて消えてしまうのが難点でもあり長所でもある。真を除いた全作（一部移植作除く）に登場。『スピリッツ』のトップビューモードでは、攻撃ボタンを押し続けることで連射が絶対に途切れなくなるという驚異的な性能を発揮する。また、『ザ・ハードコア』では性質の異なる複数のバリエーションが登場し、『ネオ』ではGVレーザーという名称であり、同社のシューティングゲーム『グラディウスV』のそれに近い性能である。
ホーミングガン (Homing Gun)
弾が敵を追尾する銃。多少角度がずれても当たるのが強み。GB版『コントラ』から『ザ・ハードコア』までに登場。『真』と『ネオ』のホーミングミサイルもやや性質は違うがこれに相当する。
クラッシュガン (Crush Gun)
俗に言うバズーカ砲。一定距離飛ぶか敵に接触することによって爆発。リーチがやや短いものの非常に威力が高く、特にボス戦で効果を発揮する。真を除いた『スピリッツ』以降の作品に登場。『真魂斗羅』のダイバーマインもややこれに近い性能である。画面上に3発しか存在できない。
バリア (Barrier)
一定時間の間無敵になり、作品によっては体当たりで敵を殺せる様になる。初代アーケード版では初期装備の状態（大抵ミスした後）でしか登場せず、32秒間も効果がある。
ボム (Bomb)
『スーパー魂斗羅』から登場した火器だが、シリーズによって同一名称でも性能が違う。『スーパー』では上記のクラッシュガンに性能とほぼ同一の性能（ただし射程に制限は無い）で、『スピリッツ』ではシューティングゲームにおけるボムに近く、画面上の敵全員にダメージを与える。また、『スピリッツ』のものは弾数制限がある。
ラピッドビレッツ (Rapid Bullets)
単独の武器ではなく、武器と併用するアイテム。装備している銃の連射速度を著しく上昇させる。初期装備のライフルやスプレッドガンに併用した場合に受けられる恩恵が特に大きい。初代と『スーパー』（ファミコン版のみ）に登場。
刀 (Katana)
『ネオ』で初登場し、『ネオ』ではジャグワァ、『Hard Corps: Uprising』ではサユリの武器。『ネオ』では炎をまとった刀も存在し、自分を中心に円状に切りつける。敵の弾丸も防ぐ事ができ、武器の中では最高の攻撃力を誇る。しかし、『魂斗羅』の世界観にとって銃に刀で向かう行為は現実同様無謀に近く、上級者向きの武器になっている。『Hard Corps: Uprising』のほうではチャージをする事で斬撃波を飛ばす事が可能で、唯一の遠距離攻撃手段となる。

## シリーズ作品
カッコ内は英題。

### 魂斗羅
- 『魂斗羅』（Contra） - アーケード、PS2、Xbox 360、携帯電話、PS4
  - 1987年発売。シリーズ第1作。
- 『魂斗羅』 - ファミコン
  - 1988年発売2月9日発売。横画面になりオープニングやステージクリアデモが追加。
- 『魂斗羅』 - MSX、Wii、Wii U
  - 1989年5月26日発売。2人同時プレイは削除。スクロールはなくなり、切り替え画面になるなど大幅な変更が加えられている。

### スーパー魂斗羅 エイリアンの逆襲
- 『スーパー魂斗羅 エイリアンの逆襲』（Super Contra） - アーケード、Xbox 360
  - アーケード版は1988年1月28日に登場。難易度が高い。前作にあった擬似3D面はなく、縦スクロール面がある。
  - 2007年7月25日に Xbox 360 の Xbox Live Arcade でアーケード移植版の配信を開始された。家庭用ゲーム機に忠実に移植されるのは初となる。

### スーパー魂斗羅
- 『スーパー魂斗羅』（Super C） - ファミコン、携帯電話アプリ、バーチャルコンソール（Wii、ニンテンドー3DS、Wii U）。
  - 『スーパー魂斗羅 エイリアンの逆襲』をベースにしたファミコン版へのアレンジ移植版。1990年2月2日に発売された。
  - 画面は4:3の横画面。難易度も低く、ゲームの構成もオリジナル要素が強い。
  - 2008年3月5日に、「コナミネットDX」で『コナミ名作シリーズ』第12弾として、iアプリ（703/90xシリーズ専用）向けに、ファミコン版ベースの移植版を配信開始する。アーケード版のオープニングデモや難易度選択などを追加する。配信開始前の2008年2月29日9時から24時間限定で、プレイヤーが完全無敵となった『スーパー魂斗羅（無敵版）』の配信が行われる。
  - 2008年2月12日に、Wiiのバーチャルコンソールでファミコン版が配信された。
  - 2012年10月10日に、ニンテンドー3DSのバーチャルコンソールでファミコン版が配信された。
  - 2014年3月5日に、Wii Uのバーチャルコンソールでファミコン版が配信された。

### コントラ
- 『コントラ』（Operation C） - ゲームボーイ
  - 1991年1月8日発売。ファミコン版の2作品を基に作られたオリジナル作品。物語も『スーパー』と『スピリッツ』の間に起こった事件をとりあげたものであり、『スーパー』の正統な続編である。フルオート連射の武器が初期装備となった最初の作品でもある。
  - 「コナミGBコレクション VOL.1」に収録されている。

### 魂斗羅スピリッツ
- 『魂斗羅スピリッツ』（Contra III: The Alien Wars） - スーパーファミコン、ゲームボーイ
  - スーパーファミコン版は1992年2月28日、ゲームボーイ版は1994年9月23日発売。2007年1月16日にWiiの、2013年11月27日にWii Uの、2016年5月9日にNewニンテンドー3DSのバーチャルコンソールで、スーパーファミコン版の配信を開始する。
  - 難度はファミコン版よりやや高い（ノーマルモード時）。
    - 一部ステージは真上からの視点となっているため、慣れないプレイヤーは操作自体に難儀する[2]。

  - 2002年11月14日にはスーパーファミコン版をベースに、一部のステージを『魂斗羅ザ・ハードコア』のステージに差し替えた移植版『魂斗羅ハードスピリッツ』がゲームボーイアドバンスにて発売された。

### 魂斗羅ザ・ハードコア
- 『魂斗羅ザ・ハードコア』（Contra: Hard Corps） - メガドライブ
  - 1994年9月15日発売。
  - ビルとランスが登場しない外伝的作品。

### 真魂斗羅
- 『真魂斗羅』（Contra: Shattered Soldier） - PlayStation 2
  - 2002年11月14日発売。
  - ビルが主人公である続編だが、ランスはプレイヤーキャラクターとして登場しない。
  - ゲーム機の性能向上によるものか、グロテスク表現が過去のものよりも格段に増している。
  - パワーアップはなく、3種類の武器及びそれぞれの武器の1段階チャージを使い分けて戦う。
  - 本作と『ネオコントラ』は撃破数や死亡数によりランクと展開が変わるためミスが許されず、シリーズ中でも比較的難しい部類に入り、真のエンディングを見るためにはノーミスと敵全滅（撃破可能パーツがある敵は全パーツ破壊）が前提となる。
  - イメージイラストはアシュレイ・ウッドが担当している。

### ネオコントラ ［NEO CONTRA］
- 『ネオコントラ』（Neo Contra）- PlayStation 2
  - 2004年11月3日発売。
  - トップビューのみで構成されたシリーズ初の作品（厳密には少し違うが）。ジャンプアクションの要素が無くなった代わりに回避ダッシュや回転回避を使用できる。シューティングの要素が強くなった。
  - プレイヤーは3名（ビル、ジャグワァ（刀未使用）、ジャグワァ（刀使用））から選べるが、性能差は所持している武器に依存する。
  - イメージイラストにアメリカの漫画家ジム・リーを起用した。

### 魂斗羅デュアルスピリッツ ［魂斗羅 Dual Spirits］
- 『魂斗羅デュアルスピリッツ』 （Contra 4） - ニンテンドーDS
  - 2008年3月13日(日本版)発売。
  - ニンテンドーDSならではの、上下2画面を生かした画面構成になっている。
  - BGMや敵、面構成が初代作品を意識した編曲になっている（イントロが初代作品と同じであったり、見た目が初代と同じボス、もしくは似通ったボスが幾つか登場する）。作曲者は魂斗羅ファンであるジェイク・カウフマン。
  - 擬似3Dダンジョンが復活。
  - プレイヤーが4名から選べるが、性能差はない。
  - ゲーム本編とは別に「チャレンジモード」という40種類のショートミッションが存在し、難易度に関係なくアーケードモードを一度クリアするとこのモードが解放される。初期に4ミッションが表示され、ミッション1つクリア毎に新たなミッションが表示されプレイ可能になる。
  - 「チャレンジモード」を4つクリアする毎に追加要素が増加され、クラシック魂斗羅として、NES(海外ファミコン)版の「魂斗羅」と「SUPER魂斗羅」がプレイ可能になり、更に「追加キャラクター」や「エクストラギャラリー」、「サウンドテスト」などが追加される。

### 魂斗羅リバース ［魂斗羅ReBirth］
- 『魂斗羅ReBirth』（Contra ReBirth） - Wii
  - 2009年5月12日にWiiのWiiウェアでの配信が開始された。
  - 「ReBirth」の名がつく『グラディウスReBirth』『ドラキュラ伝説 ReBirth』同様に、開発はM2、音楽は並木学（さんたるる）が担当。過去の魂斗羅シリーズのBGMがアレンジ使用されている。
  - 2人同時プレイが可能で、初期状態は1Pキャラクターはビル・ライザー、2PキャラクターはYAGYU（※『ネオコントラ』の柳生・ジャグワァ・玄兵衛とは別人）。
  - 2Dステージ全5面で、各難易度クリア毎に追加プレイヤーキャラクターなどが増える（※最終難易度クリア時に追加要素は存在しない）。
    - 追加キャラのTSUGU-MIN、プリスケンはいずれも本編で登場するキャラ。

  - なお、国内版のみ魂斗羅のスペルが「CONTRA」ではなく「KONTORA」となっている。

### Hard Corps: Uprising
- 『Hard Corps: Uprising』（Hard Corps: Uprising） - PlayStation 3（PlayStation Network）、Xbox 360（Xbox Live アーケード）
  - 2011年2月17日にXBLAで配信。2011年3月17日にPSNで配信
  - 厳密には『魂斗羅』ではないが、『魂斗羅ザ・ハードコア』（「タフな部隊（Hard corps）」と言う訳としてもタイトルが一致）の流れを組む作品として、登場人物にバハムートとジオ・マンドレイクが登場するが、『ザ・ハードコア』と同一人物かは不明。開発はアークシステムワークス。キャラクターデザインおよび音楽は石渡太輔が担当。
  - 初期使用キャラクターはバハムートとクリステル。
  - 使用キャラクターが増える（ハーレー、サユリ、リヴィアス）DLCも配信している。

### 魂斗羅3D
- 『魂斗羅3D』 - パチスロ
  - 2013年稼働。開発はKPE。

### 魂斗羅 進化革命
- 『魂斗羅 進化革命』（Contra: Evolution） - アーケード、Android、iOS
  - 2011年にアーケード版が稼働。中国で稼働していた第1作アーケード版のリメイク。
  - 2013年にAndroid、iOS版が配信開始。開発はCoco Entertainment International。上記のアーケード版をスマートフォン用に移植したもの。
  - リメイクではあるが、オリジナル版と比較すると新キャラクター（リッチ・エリカ、井之原サリー）の登場や演出面の大幅なパワーアップがなされ、ゲームシステムも手を加えられている。
    - リッチは二丁拳銃、サリーは手裏剣をメイン武器として使うため、武器のパワーアップアイテムの特性もビルやランスとは異なる。

### 魂斗羅 ローグ コープス
- 『魂斗羅 ローグ コープス』（CONTRA ROGUE CORPS）[3] - PlayStation 4、Xbox One、Nintendo Switch、Steam
  - 2019年9月26日発売。
  - ジャンプ要素ありの見降ろし型視点。タイトルにもある通り、ハック＆スラッシュ系のローグジャンルとなっており、性能の異なる4キャラクターに、道中で手に入る武器、人体改造パーツで強化を施し、より高難易度のミッションに挑む形式。複数人のマルチプレイに対応。
  - 本作も『魂斗羅ザ・ハードコア』と同じくビルとランスが登場しない作品だが、公式サイトに公開されているモーションコミックでは登場し[4][5][6]、DLCで主人公のカイザーの外見をビルに変えるスキンがある。

### 魂斗羅 オペレーション ガルガ
- 『魂斗羅 オペレーション ガルガ』（CONTRA OPERATION GALUGA） - PlayStation 4、PlayStation 5、Xbox One、Xbox Series X/S、Nintendo Switch、Steam
  - 2024年3月12日発売。
  - 『魂斗羅 進化革命』と同じく第1作のリメイクで、新要素や新キャラを追加。エイリアンの正体など設定が大幅に変更されている。
  - 初期使用キャラクターはビル、ランス、プロボテクター2種。
    - ストーリーモード進行でアリアナ、ルシア、スタンリーが追加、ショップでブラッド、シーナ、ブラウニーが購入可能。

## 日本未発売のシリーズ
本シリーズには、海外のみで販売された作品があり、国内販売の予定はあった（konami.jp）。
- Contra Force - NES
  - 1992年発売。特殊部隊コントラフォースの隊員4名が主人公であり、敵はテロリスト。現代が舞台となっている他、定番の敵であるエイリアンも登場しないなど、他のシリーズと雰囲気が異なる作品である。
  - 開発自体は日本のコナミスタッフの手によるものであり、国内では独立治安部隊アンタッチャブルが主人公の新規作品『アークハウンド (Arc Hound)』として1991年に発売予定だった。
- Contra: Legacy of War - PlayStation、セガサターン
  - 1996年発売。シリーズ初の3D作品で、視点は斜め見下ろし型に固定されている。主人公は『ザ・ハードコア』のレイ（ただし、絵柄の違いの関係もあって容姿はかなり異なっている）を含む4名。
  - 開発社は海外のデベロッパー、Appaloosa Interactive。次作である『Adventure』の開発も担当している。日本でもPlayStation版がコナミから、セガサターン版がBMGビクターから発売予定があったがキャンセルされて発売されなかった。
- C: The Contra Adventure - PlayStation
  - 1998年発売。前作『Legacy of War』と同じく3D主体だが、ステージが変わる度に視点も変わるのが特徴。主人公はレイ1人となり、2人同時プレイも無い。
- Contra: Return - Android、iOS
  - 2010年代後半配信。歴代のシリーズを統合、再構成したしたリ・イマジネーション作品。

開発中止作品としてNINTENDO 64用に3Dの横スクロールでカメラ視点が角度が変わったり、キャラクターの後ろに移動したりする新しい魂斗羅作品として『Contra Spirits 64（Contra 64）』の開発計画があった。1997年の海外誌『Nintendo Official Magazine』の55号のインタビューで当時のコナミコンピュータエンタテインメント大阪の樹下國昭代表がNINTENDO64で魂斗羅の続編の開発計画に興味を示し言及ていた。1998年に同誌にて開発を発表し、1999年に発売予定していたが、日本でのNINTENDO64が販売不振であった為、制作していたコナミの開発部門が解散した為、1999年に開発が中止となった。解散後に開発チームは別のゲーム開発のプロジェクトで活動する事となり、また2000年から開発が始まったPS2の『真魂斗羅』に開発が移ったとも噂されている。またアメリカのコナミがPlayStation 2、Xbox、PC用に3Dのオンライン中心の『魂斗羅』作品を開発していた。内容はシングルプレイと協力プレイとオンラインマルチプレイの3つがプレイ可能な作品で、「海底」、「山道」、「地下基地」の3つのエリアで構成されたステージを計画し、オンラインでは4人協力プレイや、『メタルギアソリッド』のVR MISSIONSを意識した環境のステージでのデスマッチなどが予定されていた。しかし、開発陣の意見の相違などがあり開発が中止となった。